# Brevkniv
En brevkniv eller papirkniv er en kniv til at åbne breve med. Æggen er normalt ikke slebet og kniven kan ikke bruges til egentligt skærearbejde.
Tidligere blev papirknive brugt til at sprætte siderne op på bøger. Brevknive udviklede sig fra papirknive og blev længere med det ene formål at åbne breve.
Brevknive kan været fremstillet af træ, metal (f.eks. stål, sølv, messing eller tin), plastik, elfenben eller en kombination af materialer. De har ofte et greb og et blad, hvor grebet er finere dekoreret end bladet.